# Paseo del Doctor Fernández Iparraguirre
El paseo del Doctor Fernández Iparraguirre, conocido popularmente como paseo de las Cruces, es un céntrico y concurrido bulevar de Guadalajara (España). Su nombre hace referencia al farmacéutico y lingüista guadalajareño Francisco Fernández Iparraguirre.
Sigue en línea recta desde la plaza de Santo Domingo, en el centro de la ciudad, hasta el polígono residencial del Balconcillo, como una de las principales vías de acceso del centro de la ciudad. Está compuesto por un paseo central arbolado de nueve metros de anchura y dos calzadas laterales de un carril con aparcamientos en gran parte de ellos.
Su origen data de principios del siglo XX cuando se abrió un camino ancho desde la plaza de Santo Domingo hasta la cuesta del Matadero siguiendo el antiguo trazado de las murallas ya derruidas y las tapias de las huertas del convento del Carmen, de donde recibiría su nombre primigenio: paseo de la Tapia. En él se instaló un calvario que le daría el coloquial nombre de paseo de las Cruces.
Tras la guerra civil, el Ayuntamiento de Guadalajara fue adquiriendo distintos terrenos a los lados del paseo de la Tapia y ya en 1948 el arquitecto Antoni Batlle Punyed presenta el proyecto de ampliación urbanización del paseo, basado en La Rambla de Barcelona. El nuevo bulevar se concluyó en 1955 y en él se instalaron una clínica, los edificios de la Audiencia Provincial y del Gobierno Civil, la plaza de toros de Las Cruces y la inclusa, que después sería el complejo San José.
Durante las posteriores décadas, coincidiendo con la expansión de la ciudad, la urbanización del paseo fue creciendo y se convirtió en una céntrica vía de comunicación de la ciudad. Durante todas ellas ha sufrido distintas remodelaciones de pavimento, ajardinado, iluminación y decoración. En 2003 se instalaron nueve bustos de personajes de la ciudad realizados por Luis Sanguino.